# Perakia mindanaensis
Perakia mindanaensis är en insektsart som beskrevs av Willy Adolf Theodor Ramme 1930. Perakia mindanaensis ingår i släktet Perakia och familjen gräshoppor. Inga underarter finns listade i Catalogue of Life.